# John MacDonald, Lord of the Isles

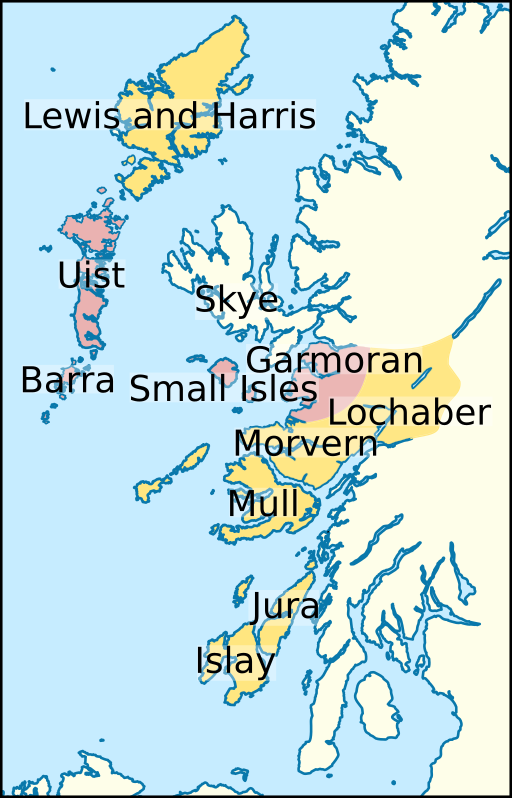
Die westschottischen Inseln um 1343. Gelb die Besitzungen von John Macdonald, rot die Besitzungen seines Schwagers Ruairi, die er 1346 besetzte

John MacDonald, Lord of the Isles (auch John of the Isles) († um 1387) war ein schottischer Magnat. Als erster Angehöriger seiner Familie benutzte er den Titel Lord of the Isles.

## Herkunft
John MacDonald entstammte der Familie Donald, die im 14. Jahrhundert zu den führenden Adelsfamilien in Westschottland gehörte. Er war der älteste Sohn und Erbe von Angus Og, Lord of Islay, doch beim Tod seines Vaters vor 1318 war er noch minderjährig. Zu seinem Erbe gehörte Landbesitz auf den Hebriden und in Westschottland, darunter Kintyre und Islay. Dazu erbte er die Verwaltung der königlichen Burg Cairnburgh auf den Treshnish Isles. Seine Minderjährigkeit schwächte aber erheblich die Stellung seiner Familie. 1326 wird er Vertreter von König Robert I. auf Islay erwähnt.

## Unterstützung der Engländer während des Zweiten Schottischen Unabhängigkeitskriegs
Als während der Minderjährigkeit von König David II. 1332 der von England und den sogenannten Enterbten unterstützte Edward Balliol in Schottland einfiel, hielt sich MacDonald zunächst aus den Kämpfen des folgenden Zweiten Schottischen Unabhängigkeitskriegs heraus. John Randolph, der als Guardian für den minderjährigen David II. die Regentschaft führte, konnte ihn 1335 nicht bewegen, den Kampf gegen Balliol zu unterstützen. Auch Edward Balliol versuchte, MacDonald auf seine Seite zu ziehen. Ob MacDonald einen Angriff von Unterstützern von Balliol von Irland aus auf von den Schotten gehaltene Gebiete unterstützte, ist ungeklärt, doch schließlich unterstützte er offen Balliol. Im Gegenzug erhielt MacDonald freie Hand auf den Hebriden. Am 12. September 1336 schloss er ein Abkommen mit Balliol, nach dem er als Lord of Islay und von weiteren Besitzungen bestätigt wurde. Dazu erhielt er von den Besitzungen der Stewarts Knapdale, die Inseln Skye und Lewis sowie für den jungen David Strathbogie die Vormundschaftsverwaltung der Herrschaft Lochaber. In einem Brief an den englischen König Eduard III. bezeichnete sich MacDonald 1336 als Lord of the Isles. Der englische König bestätigte das Abkommen, dass MacDonald mit Edward Balliol geschlossen hatte, und dankte ihm 1337 und 1338 in weiteren Schreiben für seine Unterstützung gegen die Gegner Englands.

## Erweiterung seiner Besitzungen und Ausgleich mit dem schottischen König
MacDonald hatte aber bereits zuvor die schottischen Niederlagen gegen die Enterbten ausgenutzt und seine eigene Stellung in Westschottland und auf den Hebriden ausgebaut. Dabei konnte er sich zunächst gegen seine Cousins, die Söhne von Alexander de Insula, durchsetzen. Diese mussten ins Exil flüchten und MacDonald die Herrschaft auf Mull und Tiree überlassen. 1337 schloss MacDonald ein Heiratsbündnis mit Ranald Macruarie, seinem einzigen verbliebenen Rivalen auf den westschottischen Inseln, und heiratete dessen Schwester Amy. Für die Heirat erhielt er 1337 wegen zu naher Verwandtschaft einen päpstlichen Dispens. Nach 1337 wurden Edward Balliol und seine Unterstützer weitgehend von den Guardians aus Schottland vertrieben, doch weder der Guardian Robert Stewart noch der mit MacDonald verschwägerte Earl of Ross waren in der Lage, ihn zur Unterwerfung zu zwingen. Nachdem 1341 David II. aus seinem Exil nach Schottland zurückgekehrt war, ernannte er Angus of Islay, einen Cousin von John, zum Lord of Islay, doch dieser konnte die Insel gegen den Widerstand von MacDonald nicht in Besitz nehmen. Am 12. Juni 1432, nach anderen Angaben erst im Juni 1343, traf sich MacDonald mit David II. in Ayr. Er unterwarf sich dem König, worauf dieser ihm seinen Besitz weitgehend bestätigte. Er erhielt dazu ehemalige Besitzungen von Balliol, darunter Lewis und Lochaber, musste aber auf Kintyre, Knapdale und Skye verzichten.

## Erbe der Macruaries
Als David II. aber 1346 einen Feldzug nach England plante, war MacDonald einer von nur zwei schottischen Magnaten, die nicht an dem Feldzug teilnahmen. Der Feldzug endete in einer vernichtenden Niederlage des schottischen Heeres und der Gefangennahme des Königs in der Schlacht von Neville’s Cross. Schon bei der Musterung des schottischen Heeres in Perth war es zu einem schweren Zwischenfall gekommen, als Ranald Macruarie auf Veranlassung des Earl of Ross wegen eines Streits um Landbesitz ermordet wurde. Die Erbin des kinderlosen Macruarie wurde dessen mit MacDonald verheiratete Schwester Amy. MacDonald sicherte sich von den Besitzungen der Macruaries in Nordwestschottland Uist und Garmoran, wo der Earl of Ross seine Ansprüche nicht durchsetzen konnte. Durch diese Erwerbungen hatte MacDonald in Westschottland eine Stellung erreicht, die mit der seines Vorfahren Somerled um die Mitte des 12. Jahrhunderts vergleichbar war. Als Lord of the Isles war MacDonald Oberherr der kleineren Lords, wie den MacLeans auf Jura und Mull, den MacLeods auf Lewis und den MacKintoshes in Lochaber. Diese dienten ihm als ihren Oberherrn mit der Stellung von Soldaten. Der Clan Ruarie verschmold in der Folge mit dem Clan Donald. 1354 schloss Macdonald ein Abkommen mit John Macdougall, dem Oberhaupt des Macdougalls, in dem er diesen als Lord of Lorne anerkannte. Im Gegenzug erkannte Macdougall ihn als Lord of the Isles an.

## Widerstand gegen die Guardians und Unterwerfung
Während der langjährigen Gefangenschaft von David II. gehörte MacDonald der sogenannten Highland Party an und war zunächst ein Gegner der Regierung des Guardians Robert Stewart. Nach seiner Freilassung ging der König ab 1367 gegen die Highlander vor. 1369 unterwarfen sich John Macdougall und Gillespic Campbell und nahmen an einem Parlament des Königs teil. Macdonald dagegen blieb dem Parlament fern, woraufhin der König im Herbst 1369 mit einem Heer nach Inverness zog. Dort unterwarf sich Macdonald dem König. Am 15. November 1369 besiegelte er ein Abkommen, in dem er gestand, seine Vasallenpflichten gegenüber dem König vernachlässigt zu haben.

## Ehen und Nachkommen
MacDonald war zweimal verheiratet gewesen. Mit seiner ersten Frau Amy Macruarie hatte er drei Söhne, darunter:
- Ranald (auch Reginald), Stammvater der MacDonalds of Clanranald und Glengarry.

Nach 1346 ließ er seine Ehe mit Amy annullieren, wobei er das Erbe ihres Bruders behielt. Am 14. Juni 1350 erhielt er einen päpstlichen Dispens, um Margaret Stewart, die älteste Tochter von Robert Stewart zu heiraten. Mit ihr hatte er mehrere Söhne, darunter:
- Donald MacDonald, Lord of the Isles († zwischen 1420 und 1425)

Nach dem kinderlosen Tod von David II. 1371 wurde sein Schwager Robert Stewart, dessen Regentschaft er bekämpft hatte, als Robert II. neuer König. Über die letzten Jahre von MacDonald ist nur wenig bekannt. Er starb 1387 oder wenig später. Nach seinem Tod erbte sein Sohn aus erster Ehe Ranald die Besitzungen der Macruaries. Sein Sohn Donald aus seiner zweiten Ehe erbte die Besitzungen der Macdonalds und den Titel Lord of the Isles.